# Folktronica
Genres dérivés
Ethnotronica, freak folk, turbo folk
La folktronica, aussi connu sous les noms laptop folk, et nu folk, est un genre musical incorporant des éléments de musiques folk et électronique. Le genre échantillone des instruments acoustiques et les combine avec des sons générés par ordinateur. Le terme a été utilisé pour décrire la musique de Kieran Hebden et de son projet Four Tet, de Tunng, de Caribou ou encore de RY X.

## Histoire
À la fin des années 1990, alors que les guitares acoustiques redeviennent à la mode, leurs mélodies sont associées à ceux de sons générés par ordinateur. La parution de Pause de Four Tet en 2001 marque la naissance de la folktronica,. La même année, l'artiste britannique Momus sort l'album Folktronic, explorant délibérément (et satiriquement) la fusion de musiques folk et électronique. Le genre atteint un pic de popularité vers 2005, avec la parution de plusieurs albums, parmi lesquels Mother's Daughter and Other Songs de Tunng, Lost and Safe des Books, Everything Ecstatic de Four Tet et The Milk of Human Kindness de Caribou.